# John Charles
William John Charles, CBE (* 27. Dezember 1931 in Cwmdu, Swansea, Wales; † 21. Februar 2004 in Wakefield, England) war ein walisischer Fußballspieler und -trainer.

## Karriere
Charles wurde zum Jahresende 1931 im Swanseaer Stadtteil Cwmdu geboren. Seine Eltern waren Lily (1902–1984) und Edward Charles (1898–1972), welcher als Stahlarbeiter tätig war. Zunächst besuchte er eine nahe gelegene Primary School, später eine Secondary School in Manselton. Mit 15 Jahren verließ er 1946 die Schule. Bereits einen Job als Fabrikarbeiter in Aussicht, nahm er ein Angebot eines lokalen Fußballvereines namens Swansea Town an, im Platzwartteam mitzuarbeiten. Dort begann er schließlich auch als Fußballspieler im Juniorenteam. Als fähiges Talent gehandelt, wechselte er mit 17 Jahren zu Leeds United. Da er im Training schnelle Fortschritte machte, wurde er alsbald ein Stammspieler. Zwischenzeitlich absolvierte er bei den 12th Royal Lancers seinen Militärdienst. Nur knapp ein Jahr später wurde er auch in die walisische Fußballnationalmannschaft berufen, wo er mit 18 Jahren und 71 Tagen der bis dahin jüngste Nationalspieler wurde. Diesen Rekord hielt er bis zum Debüt von Ryan Giggs 1992. Während er in Leeds zu einem Leistungsträger wurde, war Charles erst ab 1953 auch regelmäßiger Nationalspieler. In Leeds bislang vor allem auf der Position des Stoppers tätig, wurde er nach dem Transfer von Jack Charlton öfters als Mittelstürmer eingesetzt. Neben dem Transfer von Charlton war auch seine durch den Militärdienst verbesserte Kröperstarke und Erfahrenheit der Grund für diesen Positionswechsel. In dieser Position wurde er Torschützenkönig der Football League Second Division 1953/54. Nachdem er Leeds in der Spielzeit 1955/56 zum Aufstieg in die Football League First Division geführt hatte, wurde er in deren Saison 1956/57 ebenfalls Torschützenkönig. Einige Kommentatoren titulieren den Verein zu diesem Zeitpunkt als „John Charles United“. 1953 hatte er Peggy White geheiratet, mit der er vier Söhne bekam.
Durch diese Leistung weckte er die Aufmerksamkeit des zahlungskräftigen Vereines Juventus Turin aus Italien. Nach über 300 Spielen für Leeds wechselte Charles 1957 für 65.000 Pfund Sterling zu Juventus, damals ein neuer Rekordtransfer. Leeds gab damit zwar seinen Leistungsträger weg, hatte jedoch finanzielle Probleme und brauchte somit Geld. Charles, einer der ersten Briten, die ins Ausland wechselten, überlegte seinerseits, ob er wegen seiner Heimatverbundenheit dem Transfer überhaupt zustimmen sollte. In Italien erhielt er eine kräftige Gehaltserhöhung und kaufte sich zwei Villen. Währenddessen führte er seinen Verein direkt zum Meistertitel, wobei er selbst Torschützenkönig der Serie A 1957/58 wurde. Maßgeblich daran beteiligt war seine enge spielerische Zusammenarbeit mit Omar Sívori. Nach und nach wurde er in Italien zu einem Star und einem national beachteten Vorbild. Als solcher nahm er unter anderem auch eigene Popsongs auf. Die Fans von Juventus gaben Charles den Spitznamen „Il Buon Gigante“. Infolgedessen wurde er auf Englisch auch „The Gentle Giant“ genannt. Darüber hinaus wurde Charles auch „King John“ gerufen.
Im nächsten Jahr nahm er mit Wales an der Endrunde der Fußball-Weltmeisterschaft 1958 teil. Mit Charles als einem der führenden Spieler erreichte das walisische Team das Viertelfinale, wo es mit einer 0:1-Niederlage gegen den späteren Weltmeister Brasilien ausschied. Wegen einer Verletzung konnte Charles letzteres Spiel nicht mehr bestreiten. In den folgenden Jahren gewann er mit Juventus zwei weitere Male die Serie A sowie zweimal die Coppa Italia. Mittlerweile wuchs aber bei Charles das Heimweh. Zusätzlich hatte er finanzielle und private Probleme, letzteres ausgelöst durch seine Eingebundenheit bei Juventus, bekommen. Dadurch entschied er sich, Juventus zu verlassen. In insgesamt 155 Spielern hatte er für Turin 93 Tore erzielt. Laut Ivan Ponting war Charles in seiner Zeit in Juventus in der besten Form seiner Karriere, zum Ende dieser Zeit hin verschlechterte sich aber seine Form. Für 53.000 Pfund wechselte er 1962 zurück nach Leeds, auch wenn Transfers zu Manchester United oder zum FC Arsenal im Raum standen. Bei Leeds schaffte er es jedoch, sich wieder einzugliedern, und verließ den Vereins nach wenigen Monaten bereits wieder. Für erneut 65.000 Pfund wechselte er wieder nach Italien, diesmal zur AS Rom. Da er mit seinen Leistungen aber nicht mehr mithalten konnte, wurde ihm ein Stammplatz verwehrt. Für nur 25.000 Pfund wurde er 1963 zu Cardiff City transferiert, wo er zusammen mit seinem Bruder Mel spielte. Trotz immer schlechterer Form konnte er zu Beginn seiner Cardiffer Zeit noch einige Höhepunkte setzen. 1965 beendete er seine Karriere in der Nationalmannschaft.
Anschließend verbrachte er ab 1966 als Spielertrainer mehrere Jahre bei Hereford United. Trotz Gewichtsproblemen war er in jener Zeit bei Hereford einer der wichtigsten Spieler. Darüber hinaus legte er im Verein den Grundstein für einen Aufstieg in höhere Ligen, den er aber weitestgehend nicht mehr miterlebte. Mittlerweile war er in gleicher Funktion zum Merthyr Tydfil FC gewechselt, wo er seine Karriere ausklingen ließ und sie 1974 im Alter von 41 Jahren beendete. Anschließend trainierte er kurzzeitig das Juniorenteam von Swansea City, beendete 1976 aber sein Engagement im Fußball endgültig. Als Privatmann kehrte er nach Leeds zurück, wo er einen Pub betrieb. Verschiedene andere Unternehmungen wie ein Restaurant in Turin, ein Sportgeschäft in Rhiwbina bei Cardiff und die Eigentümerschaft eines Hotels nahe Batley scheiterten. Hinzu kam die Scheidung von seiner ersten Ehefrau, sodass er unter finanziellen Problemen litt. Da er Schulden nicht mehr bezahlen konnte, wurde er sogar in Huddersfield zu einer Gefängnisstrafe verurteilt, ehe der damalige Vorsitzende von Leeds United seine Schulden beglich. Trotz immer noch bestehender finanzielle Probleme heiratete 1988 seine Freundin Glenda Vero. Später lebte er kurzzeitig in Kanada, wo er einen Job als Berater angenommen hatte, kehrte aber recht schnell nach England zurück.
1993 erlitt Charles erstmals einen Herzinfarkt, bevor bei ihm 1997 die Alzheimer-Krankheit diagnostiziert wurde. 2003 veröffentlichte er seine Autobiographie King John, wobei er bereits 1957 und 1962 zwei Autobiografien veröffentlicht hatte. Im Januar 2004 reiste Charles nach Italien für einen Fernsehauftritt in einem dortigen TV-Sender, um seine Autobiografie vorzustellen. Kurz zuvor kollabierte er jedoch, nachdem er einen Herzinfarkt erlitten hatte. Noch in Italien wurde ihm eine Thrombose im Bein diagnostiziert, wodurch ihm Teile seines rechtem Fußes amputiert werden mussten. Hinzu kamen weitere Probleme mit dem Blut und der Leber. Anschließend wurde er in einem Privatjet von Juventus Turin zurück nach Leeds gebracht. Die folgenden Wochen verbrachte er in einem Krankenhaus in Wakefield, wo er unter anderem regelmäßig Besuch von Dave Mackay bekam. Am Morgen des 21. Februar 2004 starb Charles im Alter von 72 Jahren. Seinem Tod folgten zahlreiche Schweigeminuten, unter anderem beim Premier-League-Spiel zwischen Leeds und Manchester United sowie bei allen Spielen der Cymru Premier. Die Stadt Swansea legte ein Kondolenzbuch aus. Seine teilweise auf Walisisch gehaltene Beerdigung fand am St. David’s Day in Leeds statt. In den folgenden Tagen und Monaten fanden Gedenkgottesdienste in der Elland Road, dem Stadion von Leeds United, und in der Brangwyn Hall, einer Veranstaltungshalle in Swansea, statt. Charles’ Asche wurde am Rande des Spielfeldes des Liberty Stadium von Swansea City beigesetzt.
1993 wurde John Charles in die Welsh Sports Hall of Fame aufgenommen, 1998 in die International Football Hall of Fame, 2001 in die italienische Fußball-Hall-of-Fame und 2002 in die English Football Hall of Fame. 1999 stellte ihm die University of Wales ehrenhalber einen Master aus. Ein Jahr später wurde er zum Ehrendoktor der Leeds Metropolitan University ernannt. 2001 wurde er zum Commander of the Order of the British Empire ernannt. Ein Jahr später wurde er zum Vize-Präsidenten der Football Association of Wales gewählt. Im selben Jahr wurde er zum Freeman of the City and County of Swansea ernannt. 2003 wurde Charles zum walisischen Sporthelden aller Zeiten gewählt. Vorschläge, ihn Zeit seines Lebens zum Ritter zu adeln, liefen ins Leere. Eine walisische Zeitung startete nach seinem Tod eine Petition an Tony Blair, um Charles doch noch zum Ritter schlagen zu lassen. Darüber hinaus ist eine Tribüne in der Elland Road von Leeds United nach ihm benannt.

## Spielweise
Für Jack Charlton war Charles „der beste Kopfballspieler“, den er je gesehen habe. Billy Wright bezeichnete Charles sowohl als den besten Mittelstürmer als auch als den besten Stopper. Generell war es für seine Trainer eine schwere Entscheidung, auf welcher Position man ihn einsetzen würde. Während er als Stopper allein durch seine Körpergröße eine gute Wahl war, waren seine Fähigkeiten als Stürmer exzellent. Charles setzte vor allem auf seinen Instinkt. Nennenswert sind zudem seine Sprung- und Tacklingkünste. Des Weiteren war Charles dafür bekannt, den Fairnessgedanken und die Regeln des Sportes zu wahren und nie ein ahndungswürdiges Vergehen auf dem Platz zu begehen.
Für Ivan Ponting vom Independent ist die Bezeichnung „der beste All-Rounder aus Wales“ bezogen auf Charles „eine chronische Untertreibung“. Er sei nämlich bezogen auf walisische Spieler eine Klasse für sich und gehöre zu den besten Spielern der Welt aller Zeiten. Er sei „ein Meister von fast jedem Aspekt des Spieles“ gewesen. Herausragend seien sein Muskelbau, seine Präsenz bzw. seine Führungsqualitäten auf dem Platz, seine Geschicklichkeit und sein Spielgefühl gewesen. Charles habe zudem sowohl in der Verteidigung als auch als Stürmer brillieren können. Der einzige Nachteil des „Gentle Giants“ sei der Mangel an Rücksichtslosigkeit gewesen. Das Dictionary of Welsh Biography bezeichnete Charles als „besten im 20. Jahrhundert in Wales aufgewachsenen“ Fußballspieler.

## Erfolge
- Italienische Meisterschaft: 1957/58, 1959/60, 1960/61
- Coppa Italia: 1958/59, 1959/60
- Welsh Cup: 1963/64,1964/65
- Torschützenkönig der Serie A: 1957/58

## Veröffentlichungen
- John Charlton: King of Soccer. London 1957.
- John Charlton: The Gentle Giant. Hrsg.: Stanley Paul. London 1962.
- John Charles: King John. Headline Book Publishing, London 2003, ISBN 978-0-7553-1208-5.